# 검은 수녀들
《검은 수녀들》은 2025년 개봉한 대한민국의 미스터리 드라마 영화로, 영화 《검은 사제들》의 후속작이다.

## 출연

### 주연
- 송혜교 : 유니아 역
- 전여빈 (아역: 유나) : 미카엘라 역
- 이진욱 : 바오로 역
- 문우진 : 희준 역

### 조연
- 김국희 : 효원 역
- 신재휘 : 애동 역
- 박정학 : 담언법사 역
- 전수지 : 희준 모 역
- 박지일 : 주교 역
- 최유리 : 어린 미카엘라 룸메이트 역
- 오만석 : 신 교수 역
- 마시모 피에로 : 장미십자회 신부 역
- 아드리아나 : 통역 수녀 역
- 이경성 : 아주머니 환자 역
- 윤진성 : 박명자 역
- 신주협 : 마르코 부제 역
- 홍성덕 : 주교실 신부 1 역
- 장의돈 : 주교실 신부 2 역
- 김성준 : 주교실 신부 3 역
- 곽영선 : 주교실 신부 4 역
- 배진완 : 주교실 신부 5 역
- 강정호 : 주교실 신부 6 역
- 김비비 : 산부인과 의사 역
- 윤소희 : 산부인과 간호사 역
- 우정환 : 박명자 사망선고 의사 역
- 김병철 : 취객 역

### 특별출연
- 강동원 : 최 부제 역
- 허준호 : 안드레아 역

### 우정출연
- 한동희 : 간호사 역